# Moreira (Maia)
Moreira is een plaats (freguesia) in de Portugese gemeente Maia en telt 10.280 inwoners (2001).